# 六河国家森林
六河国家森林（英語：Six Rivers National Forest）是座美国国家森林，位于加利福尼亚州西北角。森林于1947年6月3日由时任美国总统的哈里·S·杜鲁门设立，从克来麦斯国家森林、锡斯基尤国家森林和三一国家森林各取了一部分合并而成。森林总面积超过1 × 106英畝（4,000平方），内有丰富的生态系统，其中137,000英畝（550平方）是原始森林。